# Don's Plum
Don's Plum és una pel·lícula indie del 2001 dirigida per R. D. Robb, en blanc i negre, de baix pressupost i protagonitzada per Leonardo di Caprio, Tobey Maguire i Kevin Connolly. L'obra va ser filmada entre 1995–1996, i escrita per Robb amb Bethany Ashton, Tawd Beckman, David Stutman i Dale Wheatley. La pel·lícula tracta el curs d'una nit en la qual un grup de joves parla de la vida mentre mengen en un restaurant. Ha estat doblada al català
DiCaprio i Maguire van cobrar 575 dòlars al dia per aparèixer en la pel·lícula. Més tard van intentar que no s'estrenés. Al 2017, la pel·lícula està encara bloquejada als EUA i el Canadà.
Blake Sennett de Rilo Kiley van proporcionar la banda sonora per a la pel·lícula. La seva companya de banda Jenny Lewis té el paper de Sara.

## Repartiment
Leonardo DiCaprio
Kevin Connolly
Scott Bloom
Jenny Lewis
Tobey Maguire
Amber Benson
Heather McComb
Meadow Sisto
Marissa Ribisi
Nikki Cox

## Plets
L' 1 d'abril de 1998 el productor David Stutman va arxivar un plet al Tribunal Superior de Los Angeles, cas B C1894C0, contra Leonardo DiCaprio i Tobey Maguire per desgreuge declaratori, interferència amb avantatge econòmic probable, ruptura de contracte, calúmnia, i mesures cautelars. Va ser més tard acordat entre DiCaprio, Maguire, Stutman, Wheatley i Jerry Meadors que la pel·lícula seria emesa només fora dels EUA i el Canadà. Es va estrenar el 10 de febrer de 2001 a Berlín. L'escriptor del Time Out New York Mike D'Angelo la va anomenar, "la millor pel·lícula [que vaig veure] a Berlín." Variety la va anomenar "desagradable i tediós conjunt."